# Gossip Girl (bokserie)
Gossip Girl är en serie ungdomsböcker skapad av den amerikanska författaren Cecily von Ziegesar, i Sverige utgivna av B. Wahlströms bokförlag. Böckerna handlar om en grupp till synes lyckliga ungdomar som bor i fabulösa lägenheter vid Upper East Side av New York.
Gossip Girl - Tre x Carlyle är en fortsättning på bokserien, men med nya figurer. Bokserien It Girl är en spinoff med Jenny Humphrey som huvudperson. Det finns en TV-serie med samma namn som är baserad på böckerna.

## Huvudpersoner
- Blair Waldorf
- Serena van der Woodsen
- Nate Archibald
- Dan Humphrey
- Jenny Humphrey
- Vanessa Abrams
- Chuck Bass

## Böcker
| Titel                    | Engelsk originaltitel        | Utgivningsdatum  | På svenska |
| ------------------------ | ---------------------------- | ---------------- | ---------- |
| Gossip Girl              | Gossip Girl                  | 1 april 2002     | 2006       |
| Ni vet att ni älskar mig | You Know You Love Me         | 1 september 2002 | 2008       |
| Allt och lite till       | All I Want Is Everything     | 7 maj 2003       | 2008       |
| För det är jag värd      | Because I'm Worth It         | 1 oktober 2003   | 2008       |
| Det som passar mig       | I Like It Like That          | 5 maj 2004       | 2007       |
| Leva livet här och nu    | You're the One That I Want   | 6 oktober 2004   | 2008       |
| Ingen gör det bättre     | Nobody Does It Better        | 11 maj 2005      | 2008       |
| Fiender i vått och torrt | Nothing Can Keep Us Together | 5 oktober 2005   | 2008       |
| Bara i din fantasi       | Only In Your Dreams          | 10 maj 2006      | 2008       |
| Det finns bara en av mig | Would I Lie To You?          | 4 oktober 2006   | 2008       |
| Älskar, älskar inte      | Don't You Forget About Me    | 1 maj 2007       | 2008       |
| Du och ingen annan       | It Had To Be You             | 2 oktober 2007   | 2008       |
| Din för alltid           | I Will Always Love You       | 3 november 2009  | 2010       |

### Gossip Girl - Tre x Carlyle
| Titel                       | Engelsk originaltitel     | Utgivningsdatum | På svenska |
| --------------------------- | ------------------------- | --------------- | ---------- |
| Gossip Girl - Tre x Carlyle | Gossip Girl: The Carlyles | 6 maj 2008      | 2009       |
| Älskad av alla              | You Just Can't Get Enough | 7 oktober 2008  | 2009       |
| Lika barn leka bäst         | Take A Chance On Me       | 12 maj 2009     | 2009       |
| Älska din nästa             | Love The One You're With  | 1 oktober 2009  | 2009       |